# ユヴァル・アブラハム
ユヴァル・アブラハム (ヘブライ語: יובל אברהם; 英語: Yuval Abraham; 1990年代生まれ) は、イスラエルのジャーナリスト、映画監督、アラビア語-ヘブライ語翻訳者、そして活動家である。ヨルダン川西岸地区の入植者による暴力を描いたドキュメンタリー映画『ノー・アザー・ランド 故郷は他にない』(2024年)で共同監督を務め、ベルリン国際映画祭で反占領・反アパルトヘイトのスピーチを行い、国際的に注目を浴びるようになった。
日本語ではユヴァル・アブラハームという表記が、2025年1月以降、映画配給会社によって採用されている。

## 生い立ち
エルサレムを拠点とするアブラハムは、中流階級の家庭に生まれ、イスラエル南部で育った。アラブ系ユダヤ人とヨーロッパ系ユダヤ人の家系で、ユダヤ系イエメン人の祖父は流暢なアラビア語パレスチナ方言話者だった。彼の祖母は当時ドイツの同盟国だったイタリア領リビアの強制収容所で生まれ、もう一人の祖父はホロコーストで家族のほとんどを失った。アブラハムはアラビア語と映画製作を学んだ。

## キャリア
アラビア語を学び、ヨルダン川西岸地区でパレスチナ人と出会い、イスラエル国防軍によって家を取り壊された家族の家に滞在することによって、アブラハムは「パレスチナ人への抑圧に反対する積極的に発言する活動家」になった。彼は言語教育に携わり、アラビア語を教えてきた。
2019年、アブラハムは、ガザ地区の著述家コレクティブ「ウィー・アー・ノット・ナンバーズ(WANN)」を運営するロンドンを拠点とするジャーナリストのアフメド・アルナウクにインタビューを申し入れ、物語をより多くの人に届けたいと願うアルナウク氏が翻訳者とつながる手助けをした。アブラハムとアルナウクは共に、パレスチナ人を人間的に描き、彼らを悪魔的に描写するイスラエルの主流のナラティブに異議を唱えることを目的として、パレスチナ人の物語をヘブライ語に翻訳するプラットフォーム「アクロス・ザ・ウォール」を設立した。このウェブページには、2021年に100万人以上の訪問者が訪れたと報じられている。このプロジェクトは、2023年11月に幼い子供を含むアルナウクの家族23人がイスラエルの爆撃で殺害された後、無期限に中断している。
2020年時点では、アブラハムは独立系左翼メディア『+972マガジン』と『ローカル・コール』でジャーナリスト兼調査報道記者として働いており、これらの場所を「エルサレムのパレスチナ人家族の家屋の取り壊しを記録したり、ジェニンで難民に語りかけたりすることで、わが国における抑圧のメカニズムを暴露するために自分の特権を利用しようと試みる」ことができる「唯一の場所」と呼んでいる。また、ソーシャルTVでも働き、ジ・インターセプト、ザ・ネイション、ミドル・イースト・アイなどの出版物に寄稿し、デモクラシー・ナウ!やCNNに出演している。
アブラハムは、バセル・アドラ、ハムダン・バラル、ラケル・シザールと共同で監督を務め、イスラエル人入植者の暴力とマサフェル・ヤッタの自宅からの強制退去に抵抗するパレスチナ人であるアドラの長年の試みを描いたドキュメンタリー『ノー・アザー・ランド』に出演した。このグループはドキュメンタリー制作の事前経験がなく、当初は活動家やジャーナリストとしてこの物語にに取り組んだ。5年以上にわたって協力し、さらにアドラとバラルはアドラの家族からのホームビデオを含むそれ以前の何年もの映像を持っており、このドキュメンタリーはアドラがアブラハムと親しくなる様子を描き、アドラの占領下での生活とアブラハムの自由な生活を並置している。『ノー・アザー・ランド』は、2024年2月の第74回ベルリン国際映画祭 （ベルリナーレ）で公開され高い評価を得て、最優秀ドキュメンタリー映画のパノラマ観客賞とベルリン国際映画祭ドキュメンタリー映画賞の2つのドキュメンタリー賞を受賞した。
アブラハムは受賞スピーチの中で、ガザでの停戦と、「アパルトヘイトの状況」そして被占領ヨルダン川西岸地区における自身とアドラとの間の「不平等」を終結するよう訴えた。これは、カイ・ウェグナーのようなドイツの政治家たちから反ユダヤ主義との非難を浴び、アブラハムに対する殺害の脅迫と、彼のイスラエルの家族の家へ右翼の暴徒を扇動し、アブラハムはアテネでのストップオーバー中に帰国便をキャンセルすることを余儀なくされた。アブラハムはソーシャルメディア上で、 「この言葉の驚愕する誤用は...停戦を支持する私のようなイスラエル人を黙らせるために...反ユダヤ主義という言葉の意味を空虚なものにし、その結果世界中のユダヤ人を危険にさらす」とのバズった声明を発表した。彼は、発言がドイツの政治家から発せられていることに「特に憤慨している」とし、また、「暴力的な入植地に囲まれた軍事占領下にある」アドラの安全にも懸念を示した。ジャーナリスト保護委員会 (CPJ) は、アブラハムとその家族を保護するようイスラエル当局に促した。
2024年3月のコペンハーゲン国際ドキュメンタリー映画祭でも『ノー・アザー・ランド 故郷は他にない』は観客賞を受賞した。